# Steampacket
Steampacket was een Britse bluesband uit de jaren zestig van de 20e eeuw.
Steampacket werd in 1965 opgericht door Long John Baldry na de ontbinding van zijn vorige groep, The Hoochie Coochie Men. De band bestond uit Rod Stewart, die met Baldry bij The Hoochie Coochie Men had gezeten, zangeres Julie Driscoll, toetsenist Brian Auger, gitarist Vic Briggs, basgitarist Richard Brown en Micky Waller op drums. Giorgio Gomelsky, die eerder betrokken was bij The Rolling Stones en The Yardbirds, was de manager van de band.
Steampacket speelde in verschillende clubs en theaters in het Verenigd Koninkrijk, waaronder als voorprogramma van The Rolling Stones tijdens hun Britse tournee in 1965. Vanwege contractuele problemen hebben ze echter nooit officieel een studio- of livealbum opgenomen. Tracks van een aantal demotapes die ze opnamen tijdens een repetitie in de Londense Marquee Club werden in 1970 uitgebracht op het Franse label BYG als "Rock Generation: Volume 6 - The Steampacket (Or the First Supergroup)". Hetzelfde materiaal werd later opnieuw uitgebracht onder andere titels, waaronder "The First Supergroup: Steampacket Featuring Rod Stewart", om te profiteren van Stewarts succes in de jaren zeventig.
Begin 1966 verliet Stewart de band, kort daarop gevolgd door Baldry waarna de band uit elkaar viel. Stewart voegde zich na Steampacket aan bij The Jeff Beck Group. Long John Baldry sloot zich aan bij Bluesology, waar de toen nog onbekende Elton John op keyboards speelde. Julie Driscoll, Brian Auger en Vic Briggs hadden nog succes met The Trinity.

## Bezetting
- Long John Baldry – zang
- Rod Stewart – zang
- Julie Driscoll – zang
- Brian Auger – orgel
- Vic Briggs – gitaar
- Richard Brown – basgitaar
- Micky Waller – drums